# Batalla del agua pesada
La Batalla del agua pesada es el nombre con el que se conoce a un conjunto de cuatro operaciones realizadas durante la Segunda Guerra Mundial por los Aliados con el fin de impedir que la Alemania nazi adquiriera agua pesada, material que potencialmente podría ser usado para crear armas nucleares.
En 1934, Norsk Hydro construyó en Vemork Noruega, junto a la hidroeléctrica Rjukan I, proyecto del ingeniero Adolfo Ludin, la primera instalación de producción de agua pesada comercial, con una capacidad de 12 toneladas al año. El agua pesada contiene deuterio que se utiliza como moderador en los reactores nucleares, aunque por la publicación de documentos recientes se sabe que los científicos alemanes trabajaban en el desarrollo de un reactor nuclear para producir energía eléctrica.
Se conoce como Batalla del agua pesada a cuatro operaciones sucesivas:
- En 1942, una incursión de noruegos fracasa en su misión: su avión cae cerca del lugar. Algunos mueren en el accidente y otros en combate con los alemanes.
- En febrero de 1943, un grupo de doce comandos británicos se lanza otra vez en paracaídas, consiguiendo perturbar la producción durante dos meses, tras dinamitar la instalación.
- El 16 de noviembre de 1943, 160 aviones B-17 de la 8.ª Fuerza Aérea de los Estados Unidos despegaron en dirección a Noruega, 143 llegaron al objetivo, pese a que lanzaron en cuestión de minutos más de 711 bombas de 450 kg, ninguna alcanzó las celdas de producción de agua pesada. Aunque el daño de la fábrica fue insignificante, los alemanes decidieron parar la producción en Noruega y trasladar todas las reservas de agua pesada a Alemania.
- El 20 de febrero de 1944, un partisano noruego hunde el transbordador que trasladaba las existencias de agua pesada en el lago Tinn (Tinnsjoe en noruego). Este sabotaje cuesta la vida a 14 civiles noruegos, pero frustra las posibilidades del Reich de obtener la bomba atómica.

La historia ha servido de argumento para la película Los héroes de Telemark, producida en 1965 e interpretada por Kirk Douglas, entre otros.

## Ejecución
19 de octubre de 1942. Operación Grouse.
Un grupo de cuatro comandos noruegos entrenados por el SOE (Special Operations Executive) del Reino Unido saltó en paracaídas sobre Noruega. El objetivo de su misión era destruir una fábrica de agua pesada, con la que los nazis planeaban hacer funcionar un reactor nuclear usando su deuterio. Tuvieron que esquiar una gran distancia desde su zona de aterrizaje, en las despobladas montañas, hasta la planta. El plan incluía, a diferencia de aquellos planes que habían fracasado con anterioridad, una memorización por parte del equipo de mapas y planos detallados.
Una vez que el equipo Grouse consiguió contactar con los británicos, estos actuaron con sospecha, ya que llevaban mucho tiempo sin oír nada del equipo SOE: habían saltado en el lugar equivocado. La pregunta secreta tomó la forma de: «¿Qué viste a primera hora de la mañana de (un día)?». El equipo Grouse respondió «Tres elefantes rosas». Los británicos se extasiaron ante el éxito de la inserción del equipo noruego y dieron comienzo a la siguiente fase de las operaciones.
19 de noviembre de 1942. Operación Freshman.
30 paracaidistas británicos fueron desplegados en Noruega mediante planeadores, vehículos aéreos transportados por aviones más grandes que se liberan a poca distancia de la zona de aterrizaje, planeando hacia ella para aterrizar. De esta forma se consigue que los soldados no se dispersen tanto como si saltaran en paracaídas.
Una de las combinaciones avión-planeador despegó del aeródromo de Skitten, en Escocia, el día 19 a las 17:50 horas, siendo seguido por el otro, que despegó a las 18:10. Después de hacer círculos varias veces sobre el aeródromo, ambas combinaciones se dirigieron al mar del Norte, hacia su objetivo. La primera voló a través de unas condiciones atmosféricas muy malas y consiguió llegar a Noruega y acercarse a su objetivo; sin embargo, durante su vuelo sobre el país escandinavo, el receptor Rebeca, que debía recoger la señal de las balizas de Eureka, usadas por agentes de la Resistencia Noruega, sufrieron un problema mecánico y no recibió la señal. Esto dejó a la tripulación sin otra manera de localizar la zona de aterrizaje que guiándose con un mapa, pero las horribles condiciones atmosféricas convirtieron esta tarea en algo casi imposible.
En un segundo intento por encontrar el área correcta, la combinación voló entre las nubes aproximadamente a cuarenta millas al noreste de Rjukan y el hielo empezó a formarse en el avión y el planeador, así como en la cuerda que los unía. En este punto, la combinación comenzó a perder altura y la cuerda de unión se rompió, liberando así al planeador. Al quedarle poco combustible, los pilotos se vieron forzados a dar media vuelta después de comunicar a Skitten a las 23:55 que habían soltado el planeador y que solo habían tenido éxito en el aterrizaje. El planeador aterrizó de forma brusca en Fyleslanden, en lo alto de una montaña con vistas a Lysefjord. De los diecisiete hombres que iban a bordo, ocho murieron de inmediato, cuatro resultaron gravemente heridos y cinco, ilesos. Las autoridades alemanas localizaron el planeador poco después e hicieron prisioneros a los supervivientes.
La segunda combinación logró llegar a las costas de Noruega, pero tuvo un destino mucho peor: por razones desconocidas, avión y planeador se estrellaron en una montaña en Hestadfjell. Todos los tripulantes murieron al instante, al igual que tres de los paracaidistas, y los supervivientes fueron hechos prisioneros antes de poder escapar.
16 de febrero de 1943. Operación Gunnerside.
Las autoridades británicas, conscientes del relativo éxito del equipo Grouse, decidieron organizar otra operación conjunta con ellos. Desde entonces, al equipo Grouse se lo denominó Swallow. En la noche del 16 de febrero de 1943 dio comienzo la Operación Gunnerside (llamada así por un pueblo y el páramo donde la familia Hambro y Sir Charles Hambro, jefe del SOE, solían cazar urogallos, en inglés Grouses). Un grupo adicional de seis comandos noruegos saltó en paracaídas desde un bombardero Halifax del 138.º escuadrón de la RAF de la base Tempsford. Tuvieron éxito al aterrizar y encontraron al equipo Swallow después de una búsqueda que duró varios días. El equipo combinado hizo los preparativos finales para el asalto, que debía tener lugar en la noche de 27 de febrero.
Los suministros que necesitaban los comandos fueron lanzados con ellos en contenedores especiales CLE, uno de los cuales fue enterrado en la nieve por un compatriota noruego para esconderlo de los alemanes y recuperado por él mismo. En 1976 lo entregó a un oficial del Cuerpo de Aire del Ejército Británico que estaba haciendo maniobras en esa área. El contenedor fue llevado de nuevo a Inglaterra y se exhibe en el Museo de Paracaidistas (Airborne Museum) de Aldershot.
Tras la fallida operación Freshman, los alemanes colocaron minas, focos y guardias adicionales alrededor de la planta. Mientras que las minas y los focos permanecieron fijos, la seguridad de la planta era más vulnerable durante los meses de invierno. Sin embargo, el único puente que permitía cruzar el abismo de 200 metros sobre el río Måna que medía 75 metros de largo, estaba fuertemente vigilado.
El equipo Swallow decidió descender al fondo del barranco, vadear el helado río y escalar la escarpa contraria. El nivel del río durante el invierno era muy bajo, y al otro lado siguieron una vía férrea que iba hacia las cercanías de la planta sin encontrarse con ningún guardia. Incluso antes de que Grouse aterrizaran en Noruega, el SOE tuvo un agente noruego infiltrado en la planta que les facilitó planos e información detallada. El equipo de demolición empleó esta información para entrar en el sótano principal por un pasaje y a través de una ventana. Dentro de la planta, el equipo solo se encontró con una persona: un bedel noruego, Johansen, que estuvo encantado de cooperar con ellos.
Los saboteadores colocaron cargas explosivas en las cámaras de electrólisis de agua pesada, detonándolas mediante un cronómetro al que pusieron tiempo suficiente para poder escapar. También abandonaron deliberadamente un subfusil británico para indicar que había sido una operación llevada a cabo por fuerzas británicas, para evitar represalias contra los locales. Algo surrealista ocurrió cuando las cargas estaban a punto de explotar: el bedel olvidó sus gafas en la habitación (durante la guerra era casi imposible conseguir gafas nuevas), las buscó de forma frenética y las encontró. Las cargas detonaron y destruyeron las cámaras de electrólisis.
Los diez comandos realizaron un escape con éxito. Seis de ellos esquiaron 400 kilómetros hacia Suecia y los otros cuatro permanecieron en Noruega, donde continuaron trabajando con la Resistencia.
La planta de Vemork fue restaurada en abril y el SOE concluyó que una nueva incursión sería extremadamente difícil, ya que los alemanes habían aumentado la seguridad considerablemente. En noviembre, la planta fue atacada por una flota aérea de 143 bombarderos B-17 norteamericanos que arrojaron 711 bombas, de las cuales más de 600 no hicieron blanco. Sin embargo, el bombardeo causó daños extensos; la razón por la que el asalto por tierra fuera considerado viable un año antes era precisamente que consideraban irrealista la alternativa de un bombardeo nocturno.